# Sarcòpsid
El sarcòpsid és un mineral de la classe dels fosfats, que pertany i dona nom al grup del sarcòpsid. Rep el seu nom del grec, σάρζ, sarz ('carn'), més οψις opsis ('veure-hi') al·ludint al color vermell carn observat a les superfícies de les fractures fresques.

## Característiques
El sarcòpsid és un fosfat de fórmula química Fe2+
2(PO₄)₂. Cristal·litza en el sistema monoclínic. La seva duresa a l'escala de Mohs és 4. És un mineral isostructural amb la chopinita. Es troba químicament relacionada amb la graftonita.
Segons la classificació de Nickel-Strunz, el sarcòpsid pertany a «08.AB - Fosfats, etc. sense anions addicionals, sense H₂O, amb cations de mida mitjana» juntament amb els següents minerals: farringtonita, ferrisicklerita, heterosita, litiofilita, natrofilita, purpurita, sicklerita, simferita, trifilita, karenwebberita, chopinita, beusita, graftonita, xantiosita, lammerita, lammerita-β, mcbirneyita, stranskiïta, pseudolyonsita i lyonsita.

## Formació i jaciments
Es troba en pegmatites de granit. Va ser descoberta a Michałkowa, als monts Sowie, a la Baixa Silèsia, Polònia, on sol trobar-se associada a altres minerals com: vivianita, quars, moscovita, microclina i hureaulita. Als territoris de parla catalana ha estat descrita al Cap de Creus (Alt Empordà, Girona), així com a Cotlliure i a Argelers de la Marenda, totes dues localitats als Pirineus Orientals, França.